# Fets de Sant Quintí
Els fets de Sant Quintí engloben el combat que es va esdevenir a Sant Martí Sarroca el 4 de gener de 1714 i la posterior mata-degolla i crema de Sant Quintí de Mediona el 10 de gener de 1714.
En plena guerra dels catalans es va crear un nou impost per pagar les despeses de mantenir el nombrós exèrcit borbònic que controlava Catalunya: les quinzenades. El tribut era desorbitat i als pagesos que no podien pagar se'ls escarmentava durament. El dia 4 de gener de 1714, la vila de Sant Martí Sarroca es va negar a pagar l'impost i va emboscar una columna militar de 150 granaders que anaven a realitzar el cobrament forçosament, provocant-los baixes importants.
Posteriorment els martinencs es van refugiar a la població veïna de Sant Quintí de Mediona, també revoltada. En represàlia, un regiment borbònic format per 2.600 homes i liderat per Diego González va atacar el poble i va massacrar a tots els que no van poder fugir i després va incendiar el poble. Els que van poder escapar-se es van refugiar al castell de Claramunt, on l'avenç borbònic també hi arribaria el dia 15 i cremaria la Pobla de Claramunt.
Aquests fets van ser el detonant que va desencadenar la revolta de les quinzenades, una gran insurrecció a l'interior de Catalunya contra les forces borbòniques.

## Antecedents
A finals de 1713, l'exèrcit de les Dues Corones borbòniques disposava d'uns 55.000 homes a Catalunya. Un exèrcit tan gran tenia un elevat cost de manteniment. Per poder-ne sufragar el cost Jean Orry va decidir imposar un nou tribut: les quinzenades.
El preu a pagar, 750.000 pesos, estava molt per sobre de les capacitats del país. Els pagesos que no podien pagar-ho estaven a la mercè dels soldats que s'enviaven a fer el cobrament forçós. Aquest fet va covar un malestar entre la població que, tot just entrat el 1714, esclataria en forma d'insurrecció armada.

## Els fets

### El combat de Sant Martí Sarroca
El 4 de gener de 1714, des de Vilafranca del Penedès, els borbònics van preparar una força de 150 granaders per anar a realitzar el cobrament forçós a Sant Martí Sarroca, ja que els seus habitants s'havien negat a pagar l'impost.

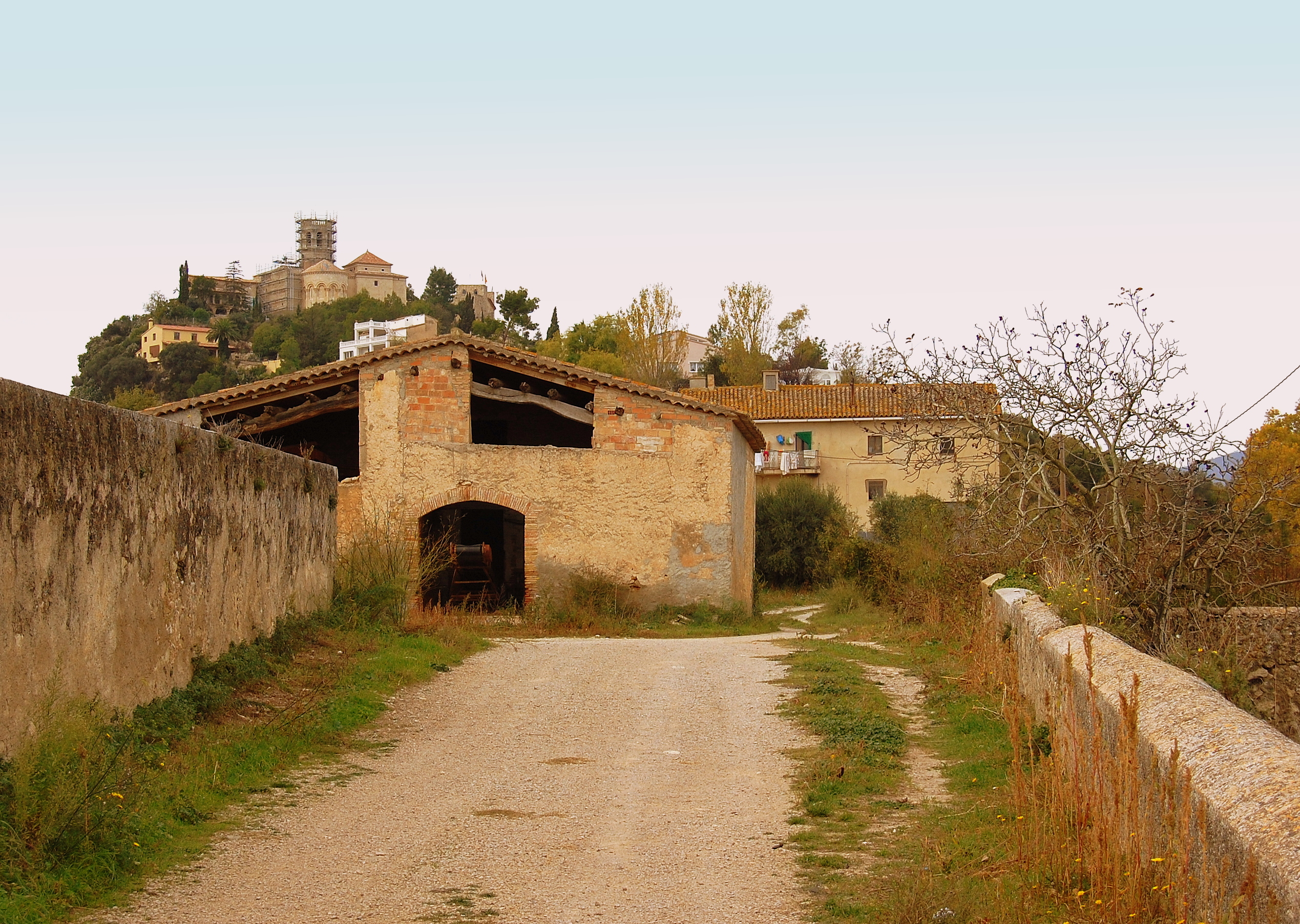
Estat actual del barri de la Fassina, on els martinencs emboscarien la columna borbònica de granaders.

Quan van arribar a la vila els martinencs ja havien organitzat un sometent i s'havien preparat per defensar-se. Havent preparat una emboscada, i al crit de "via fora lladres", els defensors van aconseguir repel·lir els borbònics causant-los severes baixes vora l'actual barri de La Fassina.
Després de l'emboscada, per resistir la previsible resposta borbònica, els martinencs van unir-se als també revoltats quintinencs a Sant Quintí de Mediona.

### La crema de Sant Quintí de Mediona
Durant els dies posteriors, des de Vilafranca, es va organitzar un regiment de represàlia dirigit pel brigadier Diego González. El regiment amassava uns 2.500 homes, majoritàriament enviats des de Tarragona.
El dia 10 de gener, després d'haver cremat Sant Martí Sarroca sense trobar-hi els habitants, es va dirigir cap a Sant Quintí de Mediona. En arribar-hi, van encerclar la vila i van procedir a entrar matant a tothom que hi van trobar, unes 800 persones. Havent acabat la matança, van incendiar la totalitat del poble, cremant les 140 cases que hi havia.
Els habitants que es van aconseguir escapar van fugir al castell al castell de Claramunt, on el poble també seria incendiat per donar suport als revoltats.

## Conseqüències
La insurrecció de Sant Martí Sarroca va ser el detonant de la revolta de les quinzenades, que s'allargaria durant els primers dos mesos del 1714 i que provocaria unes 3.000 baixes en total als borbònics. Aquesta revolta suposaria un important descens d'ingressos a les arques dels exèrcits de les Dues Corones borbòniques alhora que alleujaria la pressió que patien Cardona i Barcelona, els dos últims bastions ocupats per l'Exèrcit de Catalunya.
Per altra banda, la perillositat de la zona pels borbònics va fer que Sant Martí Sarroca, juntament amb Cardona, fossin els dos últims enclavaments a caure sota domini filipista, el 18 de setembre de 1714, una setmana després que Barcelona.